# Cyril Ramaphosa
Cyril Ramaphosa (* 17. listopadu 1952 Soweto, Johannesburg, JAR) je jihoafrický politik a podnikatel, který byl po rezignaci Jacoba Zumy 14. února 2018 zvolen 5. prezidentem Jihoafrické republiky (JAR).

## Životopis
Narodil se roku 1952 v Sowetu, které je lidnatým předměstím Johannesburgu. Má za sebou dlouhé působení ve veřejném životě. V roce 1974 a 1976 byl vězněn pro své opoziční aktivity proti systému apartheidu. Od roku 1982 byl předákem odborového svazu pracovníků v hornickém průmyslu. Roku 1990 zasedal ve výboru, který organizoval propuštění Nelsona Mandely z vězení. V roce 1994 usedl do parlamentu, kde předsedal ústavnímu výboru. V roce 1997 se dočasně vzdálil z politiky a věnoval se podnikání, přičemž se stal jedním z nejbohatších jihoafrických byznysmanů.
Od roku 2014 zastával úřad viceprezidenta Jihoafrické republiky. V prosinci 2017 se stal předsedou Afrického národního kongresu. V této funkci nahradil Jacoba Zumu, kterého v únoru 2018 vystřídal i na postu prezidenta Jihoafrické republiky. Při nástupu do funkce deklaroval, že hodlá očistit reputaci Afrického národního kongresu a bojovat proti korupci. Právě korupční skandály byly důvodem vynucené rezignace předchozího prezidenta Zumy.
Po vítězství strany ANC v parlamentních volbách v květnu 2019 legitimizoval Ramaphosa svoje působení ve funkci prezidenta a byl následně Národním shromážděním zvolen do svého prvního oficiálního období.
V červnu 2024  byl zvolen prezidentem Jihoafrické republiky na druhé funkční období.